# 유럽재갈매기

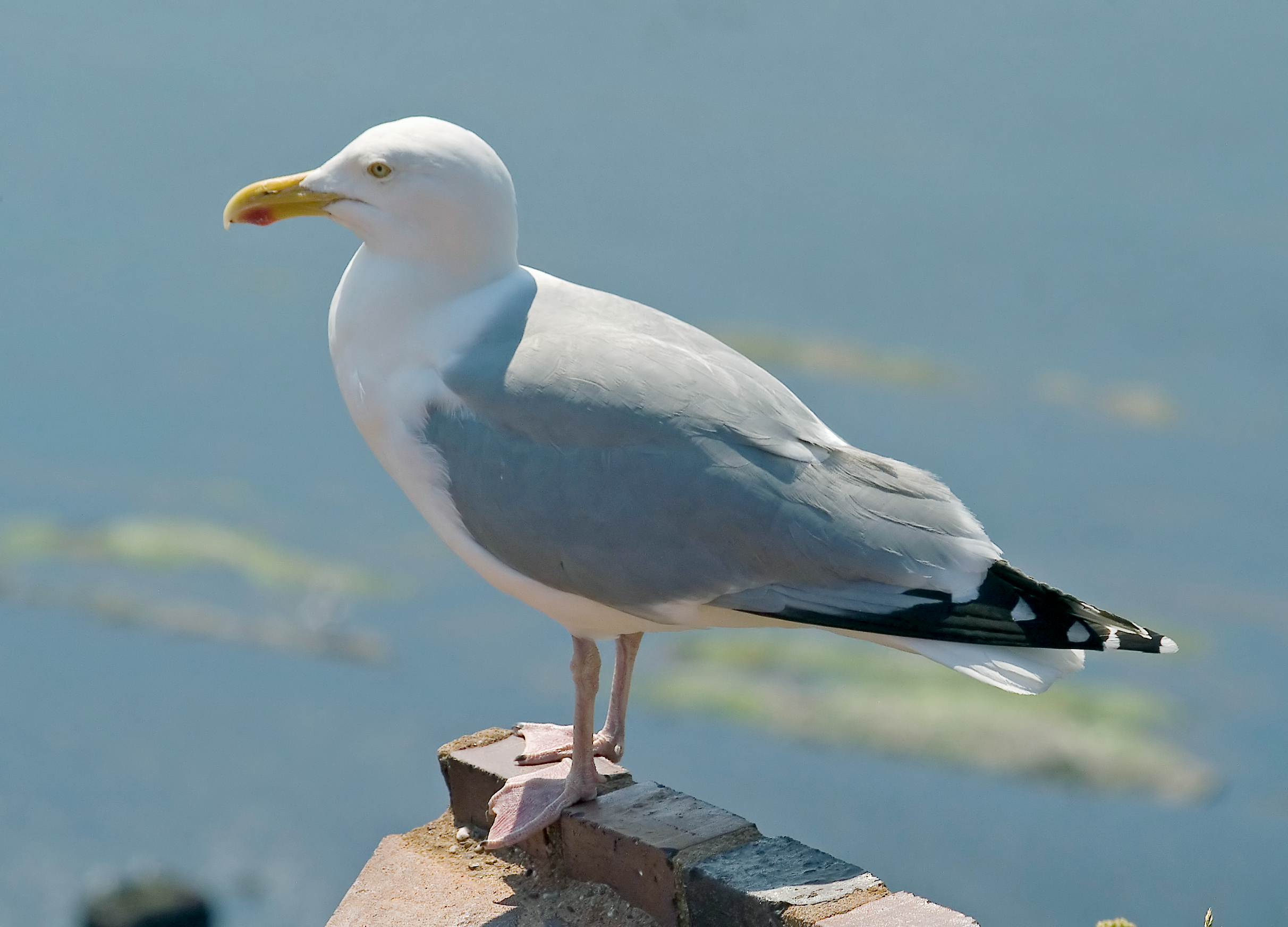

유럽재갈매기(European herring gull, Larus argentatus)는 길이가 최대 66센티미터에 이르는 대형 갈매기이다. 서유럽 해안을 따라 서식하며 한때 그 개체수는 많았다. 북유럽, 서유럽, 중앙유럽, 동유럽, 스칸디나비아, 발트 3국에서 서식한다. 일부 유럽재갈매기들은 특히 더 추운 지역에 상주하는데 남쪽 지역으로 이주하여 겨울을 나지만 상당수는 아일랜드섬, 그레이트브리튼섬, 아이슬란드, 북해 해안 등에 계속 상주한다. 물고기, 갑각류, 일부 식물을 포함하여 여러 음식을 먹으며 인간이 버리고 간 음식이나 부육을 소비하기도 한다. 청소 동물의 역할을 하기도 한다.